# Бич-Лубенський Костянтин Михайлович
Костянтин Михайлович Бич-Лубенський (нар. 1860, Привілля — пом. ?) — громадський діяч та письменник Харківщини. Театральний критик, мистецтвознавець. Брат Івана Бич-Лубенського.

## Біографія
Народився у селі Привілля, Ізюмського повіту. Як і його брат Іван, походив з роду спадкових покозачених спадкових шляхтичів — новосанжарських сотників Бичів-Биченків. Костянтин Михайлович є прапрапраправнуком новосанжарського сотника, значкового товариша та отамана чугуївського (?) Григорія Йосиповича Бича (? — 1675—1743 — ран. 1751)
Рано залишився без батька. Закінчив другу харківську гімназію, потім працював у міських установах.
З юності Костянтин Бич-Лубенський захоплювався українською мовою та традиціями, стежив за розвитком української культури та невдовзі сам спробував писати українською мовою. Його кілька оригінальних творів та переклади з французької ще не були перевидані та зберігаються у Харківському міському архіві.
Пізніше він очолив харківське товариство імені Квітки-Основ'яненка. Останні відомості про Костянтина Бич-Лубенського припадають на 1916 рік, коли він виступив з промовою у товаристві, порівнявши Україну з біблейським Лазарем. Його доля після революції невідома.

## Твори
- Два попи
- Заговорило
- Таємна телеграма
- Міць логіки
- Микола Віталійович Лисенко (біографічно-музичний нарис)

У газеті «Рада» (21.04.1911) в статті «Всюде те саме» пророче резюмував: «І ми віримо, що справдиться заповіт Господа, віримо, що „в Великому Слові було Життя і Життя світлом було людям і що те світло в пітьмі світить“. Засвітить і нам. З цею надією йдемо ми з церкви, де поки що нема місця і нема права українському народові слухати благовістовання про воскреслого Христа на рідній мові».